# Ole Erik Stavrum
Ole Erik Stavrum (30 dicembre 1966) è un ex calciatore norvegese, di ruolo difensore.

## Biografia
È il figlio di Ole Stavrum e il fratello di Arild Stavrum.

## Carriera

### Club
Stavrum cominciò la carriera con la maglia del Clausenengen. Passò poi al Molde, per cui debuttò il 31 maggio 1986, nella sconfitta per 1-2 contro il Vålerengen. Nel 1991 passò al Brann, per cui esordì il 28 aprile, nella sconfitta per 1-2 contro il Lillestrøm. Tornò poi al Molde e infine al Clausenengen, dove chiuse la carriera nel 1999.